# Videostop (počítačová hra)
Jako Videostop je kromě vlastního pořadu nazývaná i počítačová hra, kterou v závěru pořadu hrál vítězný hráč. Autorem hry je Zdeněk Vodák, hra vznikla na počítači Sinclair ZX Spectrum v roce 1985. Hra je napsána v nadstavbě Sinclair BASICu Mega BASICu. Autor hru zpřístupnil skrz projekt Herní archiv až v roce 2024. Spuštění hry není zcela triviální, ale Herní archiv ke spuštění připravil návod. Hra byla vytvořena pro pořad Videostop a nebyla určena k veřejné distribuci.

## Hratelnost
Cílem hráče je zastavit tři kostky na obrazovce tak, aby alespoň dvě měly stejnou hodnotu. Při zastavení dvou kostek se stejnou hodnotou se hráči počet bodů zdvojnásobuje, při zastavení tří kostek se počet bodů ztrojnásobí. Pokud hráč zastaví kostky tak, že nemají stejnou hodnotu, se počet bodů sníží na polovinu. Čím více bodů hráč získá, tím zajímavější věcnou cenu hráč získává. Pokud se hráči podaří kostky zastavit tak, aby všechny tři měly stejnou hodnotu, získává prémiovou výhru. Hráč začíná s takovým počtem bodů a tolika pokusy o zastavení kostek, kolik bodů získal odpověďmi na soutěžní a doplňující otázky.

## Historie
K tvorbě hry se Zdeněk Vodák dostal díky tomu, že jeho otec sdílel kancelář kancelář s Vladimírem Bezděkem, tehdy technikem Československé televize, který přemýšlel nad divácky zajímavým závěrem připravovaného pořadu Videostop. Protože v té době bylo obtížné realizovat bankomat jaký se objevuje v AZ-kvízu, byla navržena alternativa k herním automatům jednoruký bandita, kterou Zdeněk Vodák naprogramoval. Jeho kamarádi mu k počítači vytvořili zařízení (obdobu Kempston Joystick Interface) s jehož pomocí se k počítači připojilo tlačítko, kterým se hra ovládala. Pro případ, že by něco selhalo, si Zdeněk Vodák na spodní řádek malým písmem napsal nápovědu k funkcím tlačítek.
Protože nahrávání hry do počítače trvalo pět minut, měl moderátor pořadu Jan Rosák pro případ, kdy by hra vypadla, tři hrací kostky, kterými se mělo házet.
Během 80. a 90. let vzniklo několik variant této hry téměr pro všechny v té době v Československu dostupné počítače.